# Europees kampioenschap voetbal mannen onder 17 - 2017
Het Europees kampioenschap voetbal onder 17 van 2017 (kortweg: EK voetbal -17) was de 35ste editie van het Europees kampioenschap voetbal mannen onder 17, bedoeld voor spelers die op of na 1 januari 2000 geboren zijn. Dit toernooi werd gespeeld in Kroatië.
De titelhouder was Portugal maar dat land wist zich niet te kwalificeren voor het eindtoernooi. Het Spaanse elftal won dit toernooi door in de finale van Engeland te winnen. In de reguliere speeltijd eindigde deze wedstrijd nog in een gelijkspel, waardoor strafschoppen nodig waren. Spanje won het toernooi voor de negende keer, dit is inclusief de titels op de voorloper van dit toernooi, het EK-voetbal onder 16.

## Kwalificatie

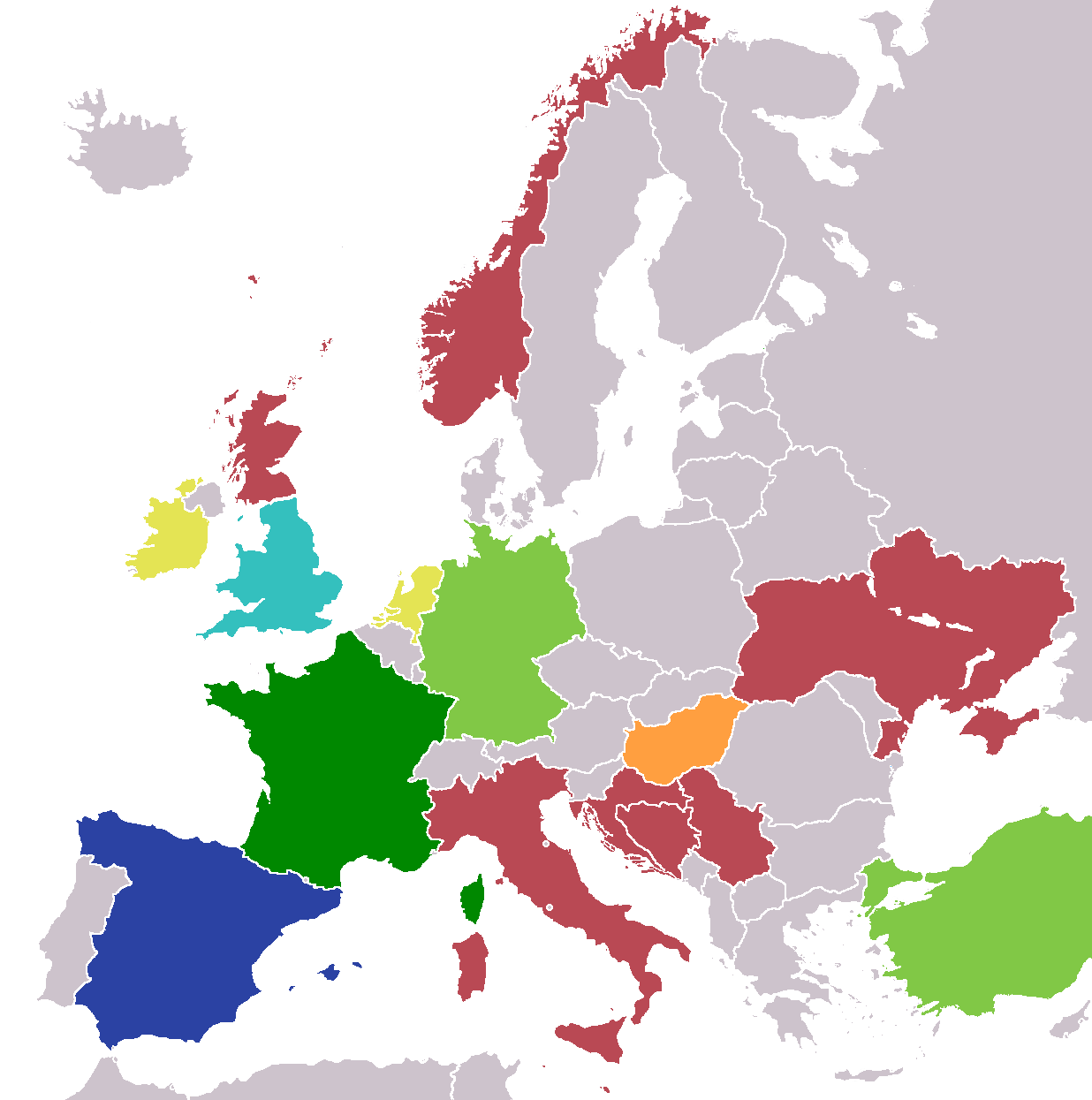
Resultaten deelnemers EK-17
Winnaar
Tweede
Halve finale
Winnaar play-off WK–17
Play-off WK–17
Kwartfinale
Groepsfase

54 Europese nationale ploegen begonnen aan de competitie, inclusief Kroatië dat zich rechtstreeks heeft geplaatst als gastland. De andere 53 ploegen strijden tijdens de kwalificaties voor de resterende 15 plaatsen op het toernooi.
| Land                  | Gekwalificeerd als          | Beste prestatie                             |
| --------------------- | --------------------------- | ------------------------------------------- |
| Kroatië               | Gastland                    | Halve finale (2005)                         |
| Duitsland             | Eliteronde: winnaar groep 1 | Kampioen (2009)                             |
| Turkije               | Eliteronde: tweede groep 1  | Kampioen (2005)                             |
| Hongarije             | Eliteronde: winnaar groep 2 | Groepsfase (2002, 2003 en 2006)             |
| Noorwegen             | Eliteronde: tweede groep 2  | Eerste deelname                             |
| Spanje                | Eliteronde: winnaar groep 3 | Kampioen (2007 en 2008)                     |
| Schotland             | Eliteronde: winnaar groep 4 | Halve finale (2014)                         |
| Servië                | Eliteronde: tweede groep 4  | Kwartfinale (2002)                          |
| Nederland             | Eliteronde: winnaar groep 5 | Kampioen (2011 en 2012)                     |
| Italië                | Eliteronde: tweede groep 5  | Finalist (2013)                             |
| Frankrijk             | Eliteronde: winnaar groep 6 | Kampioen (2004 en 2015)                     |
| Oekraïne              | Eliteronde: tweede groep 6  | Groepsfase (2002, 2004, 2007, 2013 en 2016) |
| Engeland              | Eliteronde: winnaar groep 7 | Kampioen (2010 en 2014)                     |
| Bosnië en Herzegovina | Eliteronde: tweede groep 7  | Groepsfase (2016)                           |
| Ierland               | Eliteronde: winnaar groep 8 | Groepsfase (2008 en 2015)                   |
| Faeröer               | Eliteronde: tweede groep 8  | Eerste deelname                             |

## Stadions
| · Varaždin Velika Gorica Zaprešić Rijeka Kostrena Zagreb | Varaždin                         | Velika Gorica                                  | Zaprešić                                              |
| · Varaždin Velika Gorica Zaprešić Rijeka Kostrena Zagreb | Varteksstadion Capaciteit 10.800 | Gradski Stadion Velika Gorica Capaciteit 8.000 | Ivan Laljak-Ivićstadion Capaciteit 5.228              |
| · Varaždin Velika Gorica Zaprešić Rijeka Kostrena Zagreb |                                  |                                                |                                                       |
| Rijeka                                                   | Kostrena                         | Zagreb                                         | Zagreb                                                |
| Stadion Rujevica Capaciteit 6.134                        | Stadion Žuknica Capaciteit 3.000 | Stadion Lučko (Lučko) Capaciteit 1.500         | Stadion sv. Josipa Radnika (Sesvete) Capaciteit 1.200 |

## Groepsfase
De loting voor de groepsfase vond plaats op 7 april 2017.

### Groep A
| Pos | Land    | Wed | Win | Gel | Ver | DV | DT | +/- | Pnt |
| --- | ------- | --- | --- | --- | --- | -- | -- | --- | --- |
| 1   | Spanje  | 3   | 2   | 1   | 0   | 7  | 4  | +3  | 7   |
| 2   | Turkije | 3   | 2   | 0   | 1   | 8  | 5  | +3  | 6   |
| 3   | Italië  | 3   | 1   | 0   | 2   | 3  | 5  | –2  | 3   |
| 4   | Kroatië | 3   | 0   | 1   | 2   | 2  | 6  | –4  | 1   |

|                          |                        |         |                                        |                                                                            |
| 3 mei 2017 13:15 (UTC+2) | Turkije                | 2 – 3   | Spanje                                 | Stadion Rujevica, Rijeka Toeschouwers: 300 Scheidsrechter: Dominik Ouschan |
| 3 mei 2017 13:15 (UTC+2) | Güneş 5' Karaahmet 11' | Verslag | 24' S. Gómez 33' (pen.) Ruiz 72' Morey | Stadion Rujevica, Rijeka Toeschouwers: 300 Scheidsrechter: Dominik Ouschan |

|                          |         |         |          |                                                                              |
| 3 mei 2017 17:45 (UTC+2) | Kroatië | 0 – 1   | Italië   | Stadion Rujevica, Rijeka Toeschouwers: 4.092 Scheidsrechter: Fábio Veríssimo |
| 3 mei 2017 17:45 (UTC+2) |         | Verslag | 78' Kean | Stadion Rujevica, Rijeka Toeschouwers: 4.092 Scheidsrechter: Fábio Veríssimo |

|                          |           |         |                                                  |                                                                              |
| 6 mei 2017 13:15 (UTC+2) | Kroatië   | 1 – 4   | Turkije                                          | Stadion Rujevica, Rijeka Toeschouwers: 1.004 Scheidsrechter: Nicolas Laforge |
| 6 mei 2017 13:15 (UTC+2) | Marin 67' | Verslag | 18' Karaahmet 49' Gül 69' Kabak 80' (e.d.) Radić | Stadion Rujevica, Rijeka Toeschouwers: 1.004 Scheidsrechter: Nicolas Laforge |

|                          |                                   |         |                |                                                                                  |
| 6 mei 2017 17:45 (UTC+2) | Spanje                            | 3 – 1   | Italië         | Stadion Rujevica, Rijeka Toeschouwers: 744 Scheidsrechter: Anastasios Papapetrou |
| 6 mei 2017 17:45 (UTC+2) | S. Gómez 36' Ruiz 68' (pen.), 80' | Verslag | 80+2' Caviglia | Stadion Rujevica, Rijeka Toeschouwers: 744 Scheidsrechter: Anastasios Papapetrou |

|                          |              |         |            |                                                                                 |
| 9 mei 2017 12:00 (UTC+2) | Spanje       | 1 – 1   | Kroatië    | Stadion Žuknica, Kostrena Toeschouwers: 1.121 Scheidsrechter: Mohammed Al-Hakim |
| 9 mei 2017 12:00 (UTC+2) | Blanco 80+1' | Verslag | 56' Čolina | Stadion Žuknica, Kostrena Toeschouwers: 1.121 Scheidsrechter: Mohammed Al-Hakim |

|                          |              |         |                          |                                                                      |
| 9 mei 2017 12:00 (UTC+2) | Italië       | 1 – 2   | Turkije                  | Stadion Rujevica, Rijeka Toeschouwers: 700 Scheidsrechter: Jens Maae |
| 9 mei 2017 12:00 (UTC+2) | Pellegri 15' | Verslag | 5' Karaahmet 74' Babacan | Stadion Rujevica, Rijeka Toeschouwers: 700 Scheidsrechter: Jens Maae |

### Groep B
| Pos | Land      | Wed | Win | Gel | Ver | DV | DT | +/- | Pnt |
| --- | --------- | --- | --- | --- | --- | -- | -- | --- | --- |
| 1   | Hongarije | 3   | 2   | 1   | 0   | 8  | 3  | +5  | 7   |
| 2   | Frankrijk | 3   | 2   | 0   | 1   | 12 | 4  | +8  | 6   |
| 3   | Schotland | 3   | 1   | 1   | 1   | 4  | 3  | +1  | 4   |
| 4   | Faeröer   | 3   | 0   | 0   | 3   | 2  | 16 | –14 | 0   |

|                          |                           |         |         |                                                                        |
| 3 mei 2017 12:00 (UTC+2) | Schotland                 | 2 – 0   | Faeröer | Stadion Lučko, Zagreb Toeschouwers: 511 Scheidsrechter: Donatas Rumšas |
| 3 mei 2017 12:00 (UTC+2) | Cameron 65' Aitchison 68' | Verslag |         | Stadion Lučko, Zagreb Toeschouwers: 511 Scheidsrechter: Donatas Rumšas |

|                          |                             |        |                          |                                                                                                  |
| 3 mei 2017 14:00 (UTC+2) | Hongarije                   | 3 – 2  | Frankrijk                | Gradski Stadion Velika Gorica, Velika Gorica Toeschouwers: 892 Scheidsrechter: Dimitrios Massiar |
| 3 mei 2017 14:00 (UTC+2) | Csoboth 38', 41' Bencze 52' | Report | 36', 80+4' (pen.) Gouiri | Gradski Stadion Velika Gorica, Velika Gorica Toeschouwers: 892 Scheidsrechter: Dimitrios Massiar |

|                          |                                                             |         |         |                                                                               |
| 6 mei 2017 12:00 (UTC+2) | Frankrijk                                                   | 7 – 0   | Faeröer | Ivan Laljak-Ivićstadion, Zaprešić Toeschouwers: 712 Scheidsrechter: Jens Maae |
| 6 mei 2017 12:00 (UTC+2) | Gouiri 1', 10', 33' Caqueret 4', 46' Picouleau 15' Adli 54' | Verslag |         | Ivan Laljak-Ivićstadion, Zaprešić Toeschouwers: 712 Scheidsrechter: Jens Maae |

|                          |            |         |             |                                                                           |
| 6 mei 2017 16:00 (UTC+2) | Schotland  | 1 – 1   | Hongarije   | Stadion Lučko, Zagreb Toeschouwers: 677 Scheidsrechter: Mohammed Al-Hakim |
| 6 mei 2017 16:00 (UTC+2) | Rudden 31' | Verslag | 51' Szerető | Stadion Lučko, Zagreb Toeschouwers: 677 Scheidsrechter: Mohammed Al-Hakim |

|                          |                 |         |            |                                                                                                |
| 9 mei 2017 16:00 (UTC+2) | Frankrijk       | 2 – 1   | Schotland  | Gradski Stadion Velika Gorica, Velika Gorica Toeschouwers: 511 Scheidsrechter: Nicolas Laforge |
| 9 mei 2017 16:00 (UTC+2) | Gouiri 35', 80' | Verslag | 42' Rudden | Gradski Stadion Velika Gorica, Velika Gorica Toeschouwers: 511 Scheidsrechter: Nicolas Laforge |

|                          |         |         |                                      |                                                                    |
| 9 mei 2017 16:00 (UTC+2) | Faeröer | 0 – 4   | Hongarije                            | Stadion Lučko, Zagreb Toeschouwers: 409 Scheidsrechter: Fran Jović |
| 9 mei 2017 16:00 (UTC+2) |         | Verslag | 24', 29' Torvund 26', 48' Szoboszlai | Stadion Lučko, Zagreb Toeschouwers: 409 Scheidsrechter: Fran Jović |

### Groep C
| Pos | Land                  | Wed | Win | Gel | Ver | DV | DT | +/- | Pnt |
| --- | --------------------- | --- | --- | --- | --- | -- | -- | --- | --- |
| 1   | Duitsland             | 3   | 3   | 0   | 0   | 15 | 1  | +14 | 9   |
| 2   | Ierland               | 3   | 1   | 0   | 2   | 2  | 9  | −7  | 3   |
| 3   | Bosnië en Herzegovina | 3   | 1   | 0   | 2   | 2  | 7  | –5  | 3   |
| 4   | Servië                | 3   | 1   | 0   | 2   | 2  | 4  | –2  | 3   |

|                          |                                     |         |                       |                                                                               |
| 4 mei 2017 12:00 (UTC+2) | Duitsland                           | 5 – 0   | Bosnië en Herzegovina | Stadion Žuknica, Kostrena Toeschouwers: 1.192 Scheidsrechter: Nicolas Laforge |
| 4 mei 2017 12:00 (UTC+2) | Mai 2' Keitel 16' Arp 50', 51', 62' | Verslag |                       | Stadion Žuknica, Kostrena Toeschouwers: 1.192 Scheidsrechter: Nicolas Laforge |

|                          |            |         |         |                                                                                   |
| 4 mei 2017 16:30 (UTC+2) | Servië     | 1 – 0   | Ierland | Stadion Žuknica, Kostrena Toeschouwers: 482 Scheidsrechter: Anastasios Papapetrou |
| 4 mei 2017 16:30 (UTC+2) | Gavrić 72' | Verslag |         | Stadion Žuknica, Kostrena Toeschouwers: 482 Scheidsrechter: Anastasios Papapetrou |

|                          |                                                 |         |                       |                                                                             |
| 7 mei 2017 12:00 (UTC+2) | Duitsland                                       | 3 – 1   | Servië                | Stadion Žuknica, Kostrena Toeschouwers: 587 Scheidsrechter: Dominik Ouschan |
| 7 mei 2017 12:00 (UTC+2) | Abouchabaka 7' (pen.) Yeboah 39' Majetschak 61' | Verslag | 75' (pen.) Stuparević | Stadion Žuknica, Kostrena Toeschouwers: 587 Scheidsrechter: Dominik Ouschan |

|                          |                           |         |                       |                                                                             |
| 7 mei 2017 16:30 (UTC+2) | Ierland                   | 2 – 1   | Bosnië en Herzegovina | Stadion Žuknica, Kostrena Toeschouwers: 500 Scheidsrechter: Fábio Veríssimo |
| 7 mei 2017 16:30 (UTC+2) | Roache 7' Idah 29' (pen.) | Verslag | 13' Vještica          | Stadion Žuknica, Kostrena Toeschouwers: 500 Scheidsrechter: Fábio Veríssimo |

|                           |         |         |                                                                            |                                                                            |
| 10 mei 2017 12:00 (UTC+2) | Ierland | 0 – 7   | Duitsland                                                                  | Stadion Rujevica, Rijeka Toeschouwers: 434 Scheidsrechter: Fábio Veríssimo |
| 10 mei 2017 12:00 (UTC+2) |         | Verslag | 8'Abouchabaka 15', 45', 49' Arp 21' (e.d.) O'Connor 73' Awuku 76' Hottmann | Stadion Rujevica, Rijeka Toeschouwers: 434 Scheidsrechter: Fábio Veríssimo |

|                           |                       |         |        |                                                                            |
| 10 mei 2017 12:00 (UTC+2) | Bosnië en Herzegovina | 1 – 0   | Servië | Stadion Žuknica, Kostrena Toeschouwers: 504 Scheidsrechter: Donatas Rumšas |
| 10 mei 2017 12:00 (UTC+2) | Imamović 80'          | Verslag |        | Stadion Žuknica, Kostrena Toeschouwers: 504 Scheidsrechter: Donatas Rumšas |

### Groep D
| Pos | Land      | Wed | Win | Gel | Ver | DV | DT | +/- | Pnt |
| --- | --------- | --- | --- | --- | --- | -- | -- | --- | --- |
| 1   | Engeland  | 3   | 3   | 0   | 0   | 10 | 1  | +9  | 9   |
| 2   | Nederland | 3   | 1   | 1   | 1   | 3  | 5  | −2  | 4   |
| 3   | Oekraïne  | 3   | 1   | 0   | 2   | 2  | 5  | –3  | 3   |
| 4   | Noorwegen | 3   | 0   | 1   | 2   | 3  | 7  | –4  | 1   |

|                          |                    |         |          |                                                                                |
| 4 mei 2017 12:00 (UTC+2) | Nederland          | 1 – 0   | Oekraïne | Stadion sv. Josipa Radnika, Zagreb Toeschouwers: 881 Scheidsrechter: Jens Maae |
| 4 mei 2017 12:00 (UTC+2) | El Bouchataoui 61' | Verslag |          | Stadion sv. Josipa Radnika, Zagreb Toeschouwers: 881 Scheidsrechter: Jens Maae |

|                          |                 |         |                             |                                                                                                  |
| 4 mei 2017 14:00 (UTC+2) | Noorwegen       | 1 – 3   | Engeland                    | Gradski Stadion Velika Gorica, Velika Gorica Toeschouwers: 713 Scheidsrechter: Mohammed Al-Hakim |
| 4 mei 2017 14:00 (UTC+2) | Guehi 8' (e.d.) | Verslag | 10', 35' Brewster 78' Foden | Gradski Stadion Velika Gorica, Velika Gorica Toeschouwers: 713 Scheidsrechter: Mohammed Al-Hakim |

|                          |                                                  |         |          |                                                                                     |
| 7 mei 2017 14:00 (UTC+2) | Engeland                                         | 4 – 0   | Oekraïne | Stadion sv. Josipa Radnika, Zagreb Toeschouwers: 663 Scheidsrechter: Donatas Rumšas |
| 7 mei 2017 14:00 (UTC+2) | McEachran 20' Brewster 32' Sancho 36' Barlow 69' | Verslag |          | Stadion sv. Josipa Radnika, Zagreb Toeschouwers: 663 Scheidsrechter: Donatas Rumšas |

|                          |                                           |         |                         |                                                                                                  |
| 7 mei 2017 17:45 (UTC+2) | Nederland                                 | 2 – 2   | Noorwegen               | Gradski Stadion Velika Gorica, Velika Gorica Toeschouwers: 699 Scheidsrechter: Dimitrios Massiar |
| 7 mei 2017 17:45 (UTC+2) | Aboukhlal 11' El Bouchataoui 80+2' (pen.) | Verslag | 49' Larsen 55' Stenevik | Gradski Stadion Velika Gorica, Velika Gorica Toeschouwers: 699 Scheidsrechter: Dimitrios Massiar |

|                           |                                        |         |           |                                                                                             |
| 10 mei 2017 16:00 (UTC+2) | Engeland                               | 3 – 0   | Nederland | Ivan Laljak-Ivićstadion, Zaprešić Toeschouwers: 1.054 Scheidsrechter: Anastasios Papapetrou |
| 10 mei 2017 16:00 (UTC+2) | Sancho 23', 48' (pen.) Hudson-Odoi 80' | Verslag |           | Ivan Laljak-Ivićstadion, Zaprešić Toeschouwers: 1.054 Scheidsrechter: Anastasios Papapetrou |

|                           |                           |         |           |                                                                                      |
| 10 mei 2017 16:00 (UTC+2) | Oekraïne                  | 2 – 0   | Noorwegen | Stadion sv. Josipa Radnika, Zagreb Toeschouwers: 719 Scheidsrechter: Dominik Ouschan |
| 10 mei 2017 16:00 (UTC+2) | Kashchuk 78' Kholod 80+1' | Verslag |           | Stadion sv. Josipa Radnika, Zagreb Toeschouwers: 719 Scheidsrechter: Dominik Ouschan |

## Knock-outfase
|  | kwartfinale            | kwartfinale       |                   |       | halve finale    | halve finale    |   |  | finale | finale |
|  |                        |                   |                   |       |                 |                 |   |  |        |        |
|  | 12 mei – Varaždin      |                   |                   |       |                 |                 |   |  |        |        |
|  |                        |                   |                   |       |                 |                 |   |  |        |        |
|  | Spanje                 | 3                 |                   |       |                 |                 |   |  |        |        |
|  | Spanje                 | 3                 | 16 mei – Varaždin |       |                 |                 |   |  |        |        |
|  | Frankrijk              | 1                 |                   |       |                 |                 |   |  |        |        |
|  | Frankrijk              | 1                 | Spanje            | 0 (4) |                 |                 |   |  |        |        |
|  | 13 mei – Zaprešić      |                   | Spanje            | 0 (4) |                 |                 |   |  |        |        |
|  |                        | Duitsland         | 0 (2)             |       |                 |                 |   |  |        |        |
|  | Duitsland              | Duitsland         | 0 (2)             | 2     |                 |                 |   |  |        |        |
|  | Duitsland              |                   | 19 mei – Varaždin | 2     |                 |                 |   |  |        |        |
|  | Nederland              | 1                 |                   |       |                 |                 |   |  |        |        |
|  | Nederland              | 1                 | Spanje            | 2 (4) |                 |                 |   |  |        |        |
|  | 12 mei – Velika Gorica |                   | Spanje            | 2 (4) |                 |                 |   |  |        |        |
|  |                        | Engeland          | 2 (1)             |       |                 |                 |   |  |        |        |
|  | Hongarije              | Engeland          | 2 (1)             | 0     |                 |                 |   |  |        |        |
|  | Hongarije              | 16 mei – Zaprešić |                   | 0     |                 |                 |   |  |        |        |
|  | Turkije                | 1                 |                   |       |                 |                 |   |  |        |        |
|  | Turkije                | 1                 | Turkije           | 1     | play-off WK–17  | play-off WK–17  |   |  |        |        |
|  | 13 mei – Velika Gorica |                   | Turkije           | 1     | play-off WK–17  | play-off WK–17  |   |  |        |        |
|  |                        | Engeland          | 2                 |       | 16 mei – Zagreb | 16 mei – Zagreb |   |  |        |        |
|  | Engeland               | Engeland          | 2                 | 1     | 16 mei – Zagreb | 16 mei – Zagreb |   |  |        |        |
|  | Engeland               |                   |                   |       |                 | Hongarije       | 0 |  |        |        |
|  | Ierland                | 0                 |                   |       |                 | Hongarije       | 0 |  |        |        |
|  | Ierland                | 0                 | Frankrijk         | 1     |                 |                 |   |  |        |        |
|  |                        |                   | Frankrijk         | 1     |                 |                 |   |  |        |        |

### Kwartfinale
|                           |           |         |                   |                                                                                               |
| 12 mei 2017 12:00 (UTC+2) | Hongarije | 0 – 1   | Turkije           | Gradski Stadion Velika Gorica, Velika Gorica Toeschouwers: 897 Scheidsrechter: Donatas Rumšas |
| 12 mei 2017 12:00 (UTC+2) |           | Verslag | 20' (e.d.) Csonka | Gradski Stadion Velika Gorica, Velika Gorica Toeschouwers: 897 Scheidsrechter: Donatas Rumšas |

|                           |                                        |         |           |                                                                         |
| 12 mei 2017 17:45 (UTC+2) | Spanje                                 | 3 – 1   | Frankrijk | Varteksstadion, Varaždin Toeschouwers: 5.163 Scheidsrechter: Fran Jović |
| 12 mei 2017 17:45 (UTC+2) | Morey 17' Ruiz 35' (pen.) S. Gómez 56' | Verslag | 9' Gouiri | Varteksstadion, Varaždin Toeschouwers: 5.163 Scheidsrechter: Fran Jović |

|                           |            |         |         |                                                                                                |
| 13 mei 2017 12:00 (UTC+2) | Engeland   | 1 – 0   | Ierland | Gradski Stadion Velika Gorica, Velika Gorica Toeschouwers: 879 Scheidsrechter: Nicolas Laforge |
| 13 mei 2017 12:00 (UTC+2) | Sancho 13' | Verslag |         | Gradski Stadion Velika Gorica, Velika Gorica Toeschouwers: 879 Scheidsrechter: Nicolas Laforge |

|                           |                         |         |                 |                                                                                         |
| 13 mei 2017 17:45 (UTC+2) | Duitsland               | 2 – 1   | Nederland       | Ivan Laljak-Ivićstadion, Zaprešić Toeschouwers: 1.013 Scheidsrechter: Mohammed Al-Hakim |
| 13 mei 2017 17:45 (UTC+2) | Abouchabaka 66' Arp 79' | Verslag | 40+1' Aboukhlal | Ivan Laljak-Ivićstadion, Zaprešić Toeschouwers: 1.013 Scheidsrechter: Mohammed Al-Hakim |

### Play-off WK–17
Van de vier verliezers van de kwartfinale mochten de twee beste een play-off spelen om uit te maken wie deel mocht nemen aan het Wereldkampioenschap voetbal onder 17. Aan dat toernooi, dat werd gespeeld tussen 6 en 28 oktober 2017, mogen 5 landen uit Europa meedoen. De vier halvefinalisten plaatsten zich automatisch. Deze play-off was bedoeld om te bepalen wie het vijfde land is.
Criteria
Om te bepalen wat de twee beste verliezers van de kwartfinale is werd gekeken naar de volgende criteria:
1. Geëindigd in een hogere positie in de groep (groepswinnaars eerst, daarna volgen de nummers 2);
2. Beter resultaat in de groepsfase (aantal punten, doelsaldo, aantal gescoorde doelpunten);
3. Beter resultaat in de kwartfinale (aantal punten, doelsaldo, aantal gescoorde doelpunten);
4. Disciplinaire punten in groepsfase en kwartfinale samen (rode kaart = 3 punten, gele kaart = 1 punt, Als er 2 keer geel in 1 wedstrijd wordt gegeven aan 1 speler, dan geldt dat als 1 rode kaart en dus 3 punten);
5. Hogere positie op de coëfficiëntenlijst, gebruikt voor de loting van dit toernooi;
6. Loting

Ranglijst
| Land      | Wed | Win | Gel | Ver | DV | DT | +/− | Pnt |                            |
| --------- | --- | --- | --- | --- | -- | -- | --- | --- | -------------------------- |
| Hongarije | 3   | 2   | 1   | 0   | 8  | 3  | +5  | 7   | Geplaatst voor de play-off |
| Frankrijk | 3   | 2   | 0   | 1   | 11 | 4  | +7  | 6   | Geplaatst voor de play-off |
| Nederland | 3   | 1   | 1   | 1   | 3  | 5  | −2  | 4   |                            |
| Ierland   | 3   | 1   | 0   | 2   | 2  | 9  | −7  | 3   |                            |

Wedstrijd
|                           |           |         |            |                                                                                            |
| 16 mei 2017 12:00 (UTC+2) | Hongarije | 0 – 1   | Frankrijk  | Stadion sv. Josipa Radnika, Zagreb Toeschouwers: 950 Scheidsrechter: Anastasios Papapetrou |
| 16 mei 2017 12:00 (UTC+2) |           | Verslag | 26' Gouiri | Stadion sv. Josipa Radnika, Zagreb Toeschouwers: 950 Scheidsrechter: Anastasios Papapetrou |

### Halve finale
|                           |               |         |                            |                                                                                       |
| 16 mei 2017 17:45 (UTC+2) | Turkije       | 1 – 2   | Engeland                   | Ivan Laljak-Ivićstadion, Zaprešić Toeschouwers: 1.292 Scheidsrechter: Fábio Veríssimo |
| 16 mei 2017 17:45 (UTC+2) | Kesgin 40+13' | Verslag | 11' Hudson-Odoi 37' Sancho | Ivan Laljak-Ivićstadion, Zaprešić Toeschouwers: 1.292 Scheidsrechter: Fábio Veríssimo |

|                           |                                        |       |                           |                                                                              |
| 16 mei 2017 20:30 (UTC+2) | Spanje                                 | 0 – 0 | Duitsland                 | Varteksstadion, Varaždin Toeschouwers: 4.581 Scheidsrechter: Dominik Ouschan |
| 16 mei 2017 20:30 (UTC+2) | Verslag                                |       |                           | Varteksstadion, Varaždin Toeschouwers: 4.581 Scheidsrechter: Dominik Ouschan |
| 16 mei 2017 20:30 (UTC+2) | Strafschoppen                          |       |                           | Varteksstadion, Varaždin Toeschouwers: 4.581 Scheidsrechter: Dominik Ouschan |
| 16 mei 2017 20:30 (UTC+2) | Ruiz Morey Segovia V. García Sanmartín | 4–2   | Majetschak Arp Mai Keitel | Varteksstadion, Varaždin Toeschouwers: 4.581 Scheidsrechter: Dominik Ouschan |

### Finale
|                           |                           |         |                               |                                                                        |
| 19 mei 2017 20:00 (UTC+2) | Spanje                    | 2 – 2   | Engeland                      | Varteksstadion, Varaždin Toeschouwers: 8.187 Scheidsrechter: Jens Maae |
| 19 mei 2017 20:00 (UTC+2) | Morey 38' Díaz 80+6'      | Verslag | 18' Hudson-Odoi 58' Foden     | Varteksstadion, Varaždin Toeschouwers: 8.187 Scheidsrechter: Jens Maae |
| 19 mei 2017 20:00 (UTC+2) | Strafschoppen             |         |                               | Varteksstadion, Varaždin Toeschouwers: 8.187 Scheidsrechter: Jens Maae |
| 19 mei 2017 20:00 (UTC+2) | Ruiz Morey S. Gómez Chust | 4–1     | Barlow Brewster Latibeaudière | Varteksstadion, Varaždin Toeschouwers: 8.187 Scheidsrechter: Jens Maae |

| EK voetbal mannen onder 17 Winnaar 2017 |
| --------------------------------------- |
| SPANJE 9e titel                         |

## Doelpuntenmakers
Amine Gouiri scoorde 8 keer en is daarmee topscorer. De goals die hij maakte in de play-off voor het WK–17 telt hierbij niet mee. In feite scoorde hij dus 9 keer.
8 doelpunten
- Amine Gouiri[2]

7 doelpunten
- Jann-Fiete Arp

5 doelpunten
- Jadon Sancho

4 doelpunten
- Abel Ruiz

3 doelpunten
- Rhian Brewster
- Callum Hudson-Odoi
- Elias Abouchabaka
- Sergio Gómez
- Mateu Morey
- Malik Karaahmet

2 doelpunten
- Phil Foden
- Maxence Caqueret
- Kevin Csoboth
- Dominik Szoboszlai
- Zakaria Aboukhlal
- Achraf El Bouchataoui
- Zak Rudden

1 doelpunt
- Armin Imamović
- Nemanja Vještica
- David Čolina
- Antonio Marin
- Aidan Barlow
- George McEachran
- Yacine Adli
- Mathis Picouleau
- Noah Awuku
- Eric Hottmann
- Yannik Keitel
- Lars Lukas Mai
- Erik Majetschak
- John Yeboah
- Márk Bencze
- Krisztofer Szerető
- Alexander Torvund
- Hans Nicolussi Caviglia
- Moise Kean
- Pietro Pellegri
- Jørgen Larsen
- Halldor Stenevik
- Adam Idah
- Rowan Roache
- Jack Aitchison
- Innes Cameron
- Željko Gavrić
- Filip Stuparević
- Antonio Blanco
- Nacho Díaz
- Yunus Akgün
- Atalay Babacan
- Recep Gül
- Umut Güneş
- Ozan Kabak
- Kerem Atakan Kesgin
- Olexiy Kashchuk
- Artem Kholod

eigen doelpunten
- Marc Guehi (tegen Noorwegen)
- Andrias Edmundsson (tegen Hongarije)
- András Csonka (tegen Turkije)
- Lee O'Connor (tegen Duitsland)